# هان میونگ-وون
هان میونگ-وون (انگلیسی: Han Myung-woo؛ زادهٔ ۱۲ نوامبر ۱۹۵۶) کشتی‌گیر اهل کره جنوبی است.